# Javier Ignacio Montoya
Pour les articles homonymes, voir Montoya.
Ne pas confondre avec Javier Ignacio Montoya Mesa, deuxième des championnats de Colombie 1987.
Montoya  Montoya est un nom espagnol. Le premier nom de famille, en général paternel, est Montoya ; le second, en général maternel, souvent omis, est Montoya.
Javier Ignacio Montoya Montoya, né le 17 octobre 1997 à Sabaneta, est un coureur cycliste colombien.

## Biographie
Malgré deux années perturbées par des problèmes de santé, au mois d'octobre 2017, la presse spécialisée annonce la signature de Javier Ignacio Montoya avec l'équipe Trevigiani-Phonix-Hemus 1896 pour la saison suivante. Son objectif est de s'adapter au cyclisme européen. Son défi est de réaliser de bonnes courses, gagner en expérience pour pouvoir prétendre à une équipe UCI World Tour en 2019.

## Palmarès sur route

### Par année
- 2013
  -  Champion de Colombie sur route cadets
  - Tour de Colombie cadets :
    - Classement général
    - 1re et 4e (contre-la-monte) étapes
- 2015
  -  Champion de Colombie sur route juniors
  - 2e du championnat de Colombie du contre-la-montre juniors
  -  Médaillé d'argent du championnat panaméricain du contre-la-montre juniors
- 2017
  - 3e du championnat de Colombie du contre-la-montre espoirs

### Classements mondiaux
| Année                                 | 2017  |
| ------------------------------------- | ----- |
| Classement mondial                    | 2073e |
| UCI America Tour                      | 282e  |
|                                       |       |
| Légende : nc = non classéSource : UCI |       |

## Palmarès sur piste

### Championnats du monde juniors
- Séoul 2014
  -  Médaillé d'argent de la poursuite par équipes (avec Julián Cardona, Wilmar Paredes et Jaime Restrepo)

### Championnats panaméricains
- 2015
  -  Champion panaméricain de poursuite par équipes juniors (avec Wilmar Molina, Harold Tejada et Julián Cardona)
  -  Médaillé d'argent de la poursuite juniors
  -  Médaillé de bronze de l'américaine juniors (avec Daniel Avellaneda)